# Campionati europei di slittino 1988
I Campionati europei di slittino 1988 sono stati la 31ª edizione della competizione.
Si sono svolti a Schönau am Königssee, in Germania dell'Ovest.

## Medagliere
| Pos.   | Nazione          | Oro | Argento | Bronzo | Totale |
| ------ | ---------------- | --- | ------- | ------ | ------ |
| 1      | Germania Ovest   | 3   | 1       | 1      | 5      |
| 2      | Germania Est     | 1   | 1       | 1      | 3      |
| 3      | Italia           | 0   | 1       | 1      | 2      |
| 4      | Austria          | 0   | 1       | 0      | 1      |
| 5      | Unione Sovietica | 0   | 0       | 1      | 1      |
| Totale | Totale           | 4   | 4       | 4      | 12     |

## Podi
| Evento            | Oro | Argento                                                                                                 | Bronzo                                                                                       |
| Singolo Maschile  | Georg Hackl | Markus Prock                                                                                            | Johannes Schettel                                                                            |
| Singolo Femminile | Ute Oberhoffner-Weiss                                                                                                 | Veronika Bilgeri                                                                                        | Cerstin Schmidt                                                                              |
| Doppio            | Thomas Schwab Wolfgang Staudinger                                                                                     | Hansjörg Raffl Norbert Huber                                                                            | Yevgeny Belousov Aleksandr Belyakov                                                          |
| Squadre mista     | Germania Ovest Wolfgang Staudinger Johannes Schettel Kerstin Langkopf Veronika Bilgeri Thomas Schwab Veronika Bilgeri | Germania Est Michael Walter Jens Müller Cerstin Schmidt Ute Oberhoffner-Weiss Marco Ernst Olaf Paschold | Italia Norbert Huber Paul Hildgartner Marie-Luise Rainer Gerda Weissensteiner Hansjörg Raffl |